# Agostino Oreggi
Agostino Oreggi (né en 1577 à Santa Sofia, aujourd'hui en Émilie-Romagne, Italie, alors dans le grand-duché de Toscane, et mort à Bénévent le 12 juillet 1635) est un cardinal italien du XVIIe siècle.

## Biographie
Après des études à l'université Sapienza de Rome, Agostino Oreggi est notamment professeur de théologie à Faenza. Il est l'auteur de la dissertation Aristotelis vera de rationalis animae immortatlitate sententia en 1621. Il dédie une de ses œuvres au cardinal Maffeo Barberini, légat à Bologne et futur pape Urbain VIII, qui le nomme comme théologien personnel et chanoine de la basilique Saint-Pierre. Il est aussi conseiller de la Congrégation de l'Inquisition. Entre 1929 et 1633, Oreggi publie plusieurs traités théologiques comme De Deo uno, De individuo Sanctissimae Trinitatis mysterio, De angelis et De opere sex dierum; De sacrosancto incarnationis mysterio. Il joue un rôle important dans les évènements qui conduisent à la condamnation de Galileo Galilei en 1633. 
Il est créé cardinal par le pape Urbain VIII lors du consistoire du 28 novembre 1633. Le cardinal Oreggi est nommé archevêque de Bénévent en 1633.